# 後港 (新加坡)
后港（Hougang）是位于新加坡东北地区的一个规划区和住宅市鎮。该镇是东北地区人口最多的地方，截至2018年，當地共有247,528名居民。后港北接盛港，南抵芽笼和实龙岗，东南面為勿洛，西南面是大巴窑，东面是巴耶利峇，西面是宏茂桥，西南面則是碧山。
后港规划范围划分成十个分区。分区有：后港東、德福工业区、大成、罗弄哈鲁士、港脚、后港西、罗弄万国/万国青、罗弄阿苏、高文与后港中心。

## 詞源与歷史
后港这个名字源于福建泉漳話和潮州话。后港曾经是一片林地和养猪场。1979年，建屋發展局宣布要在后港建立新市镇。1980年，由於新加坡當局推動讲华语运动，不少新市鎮的英文名改为汉语拼音名，后港的英文名也从Hou Kang改为Hougang 。1990年代，养猪场逐漸拆除。
早期大部分潮州人定居在实龙岗第五条石到第七条半石，也就是早期的后港或今日称爲高文。从第七条半石以外的范围有一座港口，也就是当地人称港脚（潮州話：Kang-kar）。 80年代后因快速发展新镇，当时的榜鹅南部部分也成为了现在的后港中心与新镇。榜鹅路南部分道路也成爲了後港8道，连着榜鹅路（往榜鹅尾海滩）。
当地的華裔潮州人大部分信仰天主教，他们在区域中设立了本区域最古老又出明的是在20世纪60年代建设的圣母圣誕堂 （Church of the Nativity of the Blessed Virgin Mary)。有大部分的学校也是由当地传教师与居民捐款设立的。

## 政治
后港區在新加坡國會屬於后港單選區，有一席國會議員代表本選區，現任國會議員為工人黨陳立峰，此選區屬新加坡工人黨的堡壘區，自1991年起由時任工人黨秘書長劉程強中選後，一直都由工人黨成員出任本區國會議員，而執政人民行動黨均久攻不下，包括一次因工人黨原議員饒欣龍發生婚外情而辭職所觸發的補選，也由工人黨候選人方榮發輕鬆過關。本區與相鄰同時也由工人黨中選的阿裕尼集選區組成「后港—阿裕尼市鎮理事會」，治理地區事務。

## 交通

### 巴士
后港早期是靠不少路边巴士终点站，这些终点站的巴士路线过后被改换到1983年开幕的后港巴士转换站。
1994年内，后港中央建立了另外一座转换站。为了避免名称失误，旧的后港转换站被称为后港南巴士转换站。新的转换站叫后港中央转换站。

### 地铁
90年代末，政府宣布了完全地底下的东北线。地铁线在2003年开幕16個站，包括高文站（Kovan）与后港站（Hougang）。
交通部2013年宣布跨岛地铁线，2030后将连接后港東北线站，成为转换站。线也会在德福工业区设有地铁站（德福站）。